# Niels Desein
 Niels Desein  (nacido el 9 de junio de 1987) es un tenista profesional belga, nacido en la ciudad de Gent, Bélgica.

## Carrera
Su mejor ranking individual es el N.º 164 alcanzado el 12 de julio de 2010, mientras que en dobles logró la posición 182 el 3 de agosto de 2009.
No ha logrado hasta el momento títulos de la categoría ATP ni de la ATP Challenger Tour, aunque sí ha obtenido varios títulos Futures tanto en individuales como en dobles.